# Simon Youl
Simon Youl (n, 1 de julio de 1965) es un jugador australiano de tenis. En su carrera conquistó 2 torneos ATP de individuales y 2 torneos ATP de dobles. Su mejor posición en el ranking de individuales fue el n.º 80 en septiembre de 1992. En 1988 llegó a la cuarta ronda de Wimbledon.